# Skid Row
Skid Row é uma banda de rock formada em 1986 em Toms River, Nova Jérsei. Obteve grande popularidade no final dos anos 1980 e início dos anos 1990. Lançou cinco álbuns, um EP, um álbum de compilação, além de um álbum ao vivo. Tornou-se popular com os seus dois primeiros álbuns, Skid Row e Slave to the Grind, onde a banda gravou em sua formação clássica, composta por: Sebastian Bach (vocais), Dave "The Snake" Sabo (guitarra), Scotti Hill (guitarra), Rachel Bolan (baixo) e Rob Affuso (bateria). A banda  lança Subhuman Race em 1995, em e 1996 Sebastian Bach sai da banda. Mesmo com a formação mudada, o Skid Row fez posteriormente  Thickskin e Revolutions per Minute. A formação atual compõe-se de: Sabo, Hill, Bolan, ZP Theart (vocal) e Rob Hammersmith (bateria), a banda foi três vezes top 10 nos EUA, além de ter vendido cerca de 25 milhões de discos pelo mundo.

## História

### Primeiros anos
O Skid Row foi formado 1986 em Toms River, por Dave Sabo (guitarra) e Rachel Bolan (baixo). Mais tarde, Scotti Hill na guitarra e Rob Affuso a bateria, e depois Sebastian Bach (vocais) substituindo Matt Fallon. De início a banda fez shows em diversos clubes no leste dos Estados Unidos. O nome foi comprado por cerca de 35 mil dólares de uma banda de rock irlandesa, surgida em 1967, que gravou dois álbuns, em 1970 e 1971, um de seus integrantes foi Gary Moore que tocou com o grupo Thin Lizzy.

### Skid Row
Já no ano seguinte, 1987, a banda começa a ganhar prestígio e Jon Bon Jovi, outro roqueiro líder da famosa banda Bon Jovi, também de Nova Jérsei, amigo de infância de Dave "The Snake" Sabo, consegue arranjar um contrato com a gravadora Atlantic Records para a banda. O álbum de estreia do grupo viria em 1989 com o mesmo nome da banda. Este disco trouxe dois grandes hits do ano, "18 and Life" e a balada "I Remember You".
Após dois anos e meio de inatividade é lançado Slave to the Grind. O álbum mostra o talento do grupo, muito mais voltado para o heavy metal mas ainda com muita influência de hard rock, traz composições como "Monkey Business", "Quicksand Jesus", "Slave to the Grind", "In a Darkened Room" e a balada "Wasted Time". Slave to the Grind chamou bastante atenção, já que foi o primeiro álbum de metal a estrear no topo na parada da Billboard. Neste mesmo ano a banda  abriu os concertos da turnê Use Your Illusion do Guns N' Roses nos Estados Unidos, Canadá e Europa.
No ano seguinte (1992), é lançado o EP B-side Ourselves, com cinco covers, canções como "Little Wing" de Jimi Hendrix e "Psycho Terapy" dos Ramones. Rob Halford participou na canção "Delivering The Goods". Colhendo elogios, fãs e prestígio, o Skid Row foi uma das bandas mais bem sucedidas do início dos anos 1990. A banda se apresentou no Brasil, no Ginásio do Ibirapuera em São Paulo, nos dias 11 e 12 de agosto de 1992. No mesmo ano a banda se apresentou na 3ª noite do Hollywood Rock; na Praça da Apoteose.

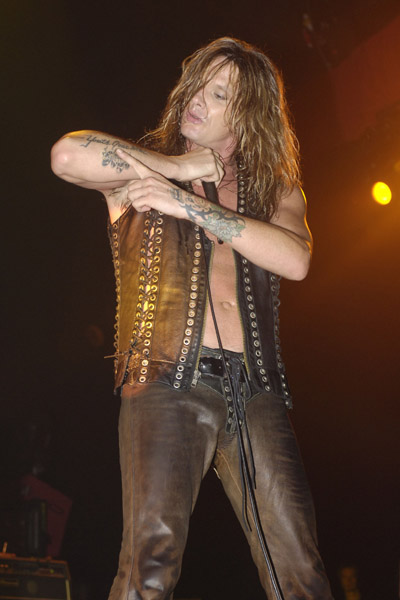
Sebastian Bach ex-vocalista da banda

Em 1995, é lançado Subhuman Race, totalmente diferente dos anteriores. Destaque para "My Enemy", "Into Another" e "Breaking Down" (que aparece no filme Anjos Rebeldes). Ainda é lançado, no mesmo ano no Japão, o disco ao vivo Subhuman Beings on Tour. Após todo aquele prestígio mencionado ter ido por água a baixo graças ao grunge de Seattle, e sem apoio da mídia e da MTV, Subhuman Race não teve boa repercussão, e em 1996 o vocalista Sebastian Bach é expulso da banda por divergência de opiniões, um suposto final para o Skid Row foi um concerto desastroso no Brasil. Segundo Bach, depois deste concerto, onde teve muitas vaias, ele nunca mais teve contato com a banda.
Já em 1998, Sebastian Bach volta com um álbum solo, Bring Em Bach Alive. Trazendo cinco canções novas de estúdio e onze antigas, gravadas ao vivo em um concerto em Tóquio. Nesse trabalho Sebastian Bach é acompanhado por Richie Scarlet e Jimmy Flemion nas guitarra, Larry no baixo, e Mark Mconnell na bateria. Apesar de ter vendido menos que qualquer disco do Skid Row, Bring Em Bach Alive agradou os fãs e a crítica.
Paralelamente ao projeto de Sebastian Bach, é lançada a coletânea Forty Seasons com 16 faixas. Inexplicavelmente ficaram de fora "Wasted Time" e "In a Darkened Room", apesar desse lapso, traz um bom repertório, com destaque para duas canções inéditas "Forever" (bem hard rock na linha do primeiro trabalho) e "Fire in the Hole" (mais pesada como no segundo álbum).
Sem o seu vocalista original, o Skid Row foi reformulado pelos guitarristas Scott e Snake e pelo baixista Rachel Bolan, que se juntaram ao vocalista Johnny Solinger e ao baterista Charlie Mills em uma turnê com o Kiss pelos EUA. Charlie foi logo substituído por Phil Varone. Com esta formação lançaram o single chamado "Thick Is The Skin" e saíram em turnê com o Tesla, Vince Neil e Jackyl. Inegavelmente foi influenciado pela banda Van Halen.
No início de 2010 Dave Gara deixou o Skid Row e foi substituído por Rob Hammersmith e, em 2014, Johnny Solinger foi substituído por Tony Harnell (TNT) nos vocais. Posteriormente, após a saída precoce de Tony,  ZP Theart, antigo vocalista da banda DragonForce, foi anunciado como o novo vocalista da banda, em janeiro de 2017, que permaneceu na banda por 6 anos. O guitarrista Dave “Snake” Sabo explicou – de maneira vaga – o que levou à decisão:
“Chegou a um ponto em que a situação meio que nos forçou tomar uma decisão. Algo ainda não estava funcionando corretamente"
Em Março de 2022, a banda anunciou Erik Grönwall anunciou como o seu novo vocalista, substituindo ZP Theart, vencedor de reality show Swedish Idol (a versão sueca do famoso American Idol), em que cantou “18 And Life”.

## Membros
Membros atuais
- Dave "The Snake" Sabo - guitarra solo, guitarra rítmica, backing vocals (1986–presente);
- Rachel Bolan - baixo, backing vocals (1986–presente);
- Scotti Hill - guitarra solo, guitarra rítmica, backing vocals (1987–presente);
- Rob Hammersmith - bateria (2010–presente);
- Erik Grönwall - vocal (2022–presente);

## Discografia
Álbuns de estúdio
- Skid Row (1989)
- Slave to the Grind (1991)
- Subhuman Race (1995)
- Thickskin (2003)
- Revolutions Per Minute (2006)
- United World Rebellion: Chapter One (2013)
- Rise of the Damnation Army: Chapter Two (2014)
- The Gang's All Here (2022)

## Prêmios e nomeações
| Ano  | Prêmio                | Categoria                          | Resultado |
| ---- | --------------------- | ---------------------------------- | --------- |
| 1990 | American Music Awards | Novo Artista de Hard Rock Favorito | Venceu    |
| 1990 | American Music Awards | Álbum de Metal/Hard Rock Favorito  | Indicado  |